# Stamare
Planina Stamare (Karavanke) (~1411 m ) je prastara planina v Podbelščici, v Karavankah nad Koroško Belo, ki so jo uporabljali že staroselci – karavanški gorjani (povezava z Ajdno ?). Tu občasno pasejo vsako leto. Navadno se tu živina za nekaj dni ustavi na poti na Belščico in na planino Seče.
Čez planino naj bi nekdaj potekala zgornja karavanska pot (najdbe). Ljudsko izročilo omenja, da so ob gradnji prve pastirske koče, ki je stala ob vzpetini (hribčku (1.426 m)) na zahodnem robu planine našli (bronasto?) orožje, oziroma pokrivljeno pločevino (ostanke neke bitke ?). Vse skupaj pa so zmetali kar čez rob (?).
Na planini so tudi tri koče: pastirska, lovska in še ena zdaj privatna koča. Tu je tudi stalni vodni izvir, izvir potoka Stamarski potok, ki je sedaj zelo zgledno urejen. Nekaj deset metrov vzhodneje od izvira naj bi bil nekdaj rudnik železove rude Stamare (dva rova ?), je pa zelo težko opazen. Tu je bil konec zahodnega kraka Rudne poti, ki je potekala od vzhodnega roba Potoških rovtov do Vrtače in naprej do Stamar. Na spodnjem robu planine so še vidne izkopane jame (sedem (?) – nekatere so bolj slabo vidne), ki so jih izkopali Zoisovi rudarji, ko so iskali soutan. Na južni strani planine sta dve vzpetini. Na vzhodni strani je to razgledna skala Stamarska peč (1.405 m), druga že omenjena vzpetina pa je na zahodni strani (1.426 m). Planina je okoli 1.200 m oddaljena od Vrtače ter od izvira potoka Čikla, nekaj manj od 1.500 m od Olipove planine in nekaj več kot 1.400 m od izvirov potoka Javornika.
Dostop do planine je poleg že omenjene poti od Vrtače možen tudi po poti iz Javorniškega rovta mimo izvirov potoka Javornika, pa tudi po stezi / poti čez Lniče in Debelo brdo s Koroške Bele. Tu je tudi lovska steza iz Javorniškega rovta zadaj za  Bonclo, čez Bavho (mimo Bavhe), vendar je v zgornjem delu zelo slaba in zaraščena. Planina Stamare je izhodišče za Belščico, za Srednico.